# سلبریشنز

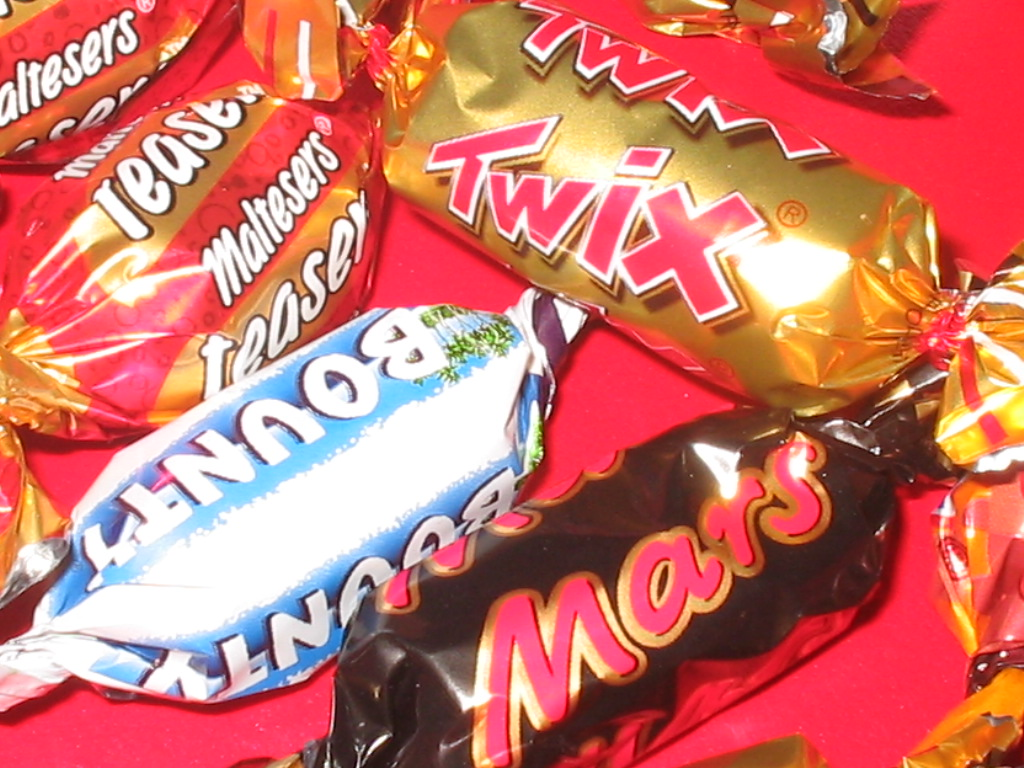
برخی از محصولات منتخب سلبریشنز

سلبریشنز (انگلیسی: Celebrations) یک مجموعه مینیاتوری شکلات است که توسط مارس اینکورپوریتد ساخته شده‌است و در سال ۱۹۹۷ راه اندازی شد. این مجموعه شامل نسخه‌های مینیاتوری از برندهای مارس در اندازه کامل است. شعار سلبریشنز «شادی را به اشتراک بگذارید» است و یکی از اولین جعبه‌های شکلات مخلوط در بریتانیا بود که به جای معرفی شیرینی‌های جدید، شیرینی‌هایی را که قبلاً در یک جعبه یا قوطی عرضه شده بودند را در بازار انگلستان گرد هم آورد. جعبه‌های سلبریشنز اکنون در کشورهای متعددی که تمایل دارند برندهای مشابهی با انگلستان داشته باشند، فروخته می‌شود.

## محتویات جعبه
- مالترزس
- مارس
- میلکی وی
- اسنیکرز
- گلکسی/داو
- گلکسی کارامل
- تویکس (۱۹۹۷–۲۰۰۶، ۲۰۱۱–اکنون)
- باونتی

سلبریشنز که در بریتانیا فروخته می‌شد، قبلاً شامل موارد زیر نیز بود:
- گلکسی ترافل (۱۹۹۷–۲۰۱۱)
- تاپیک (۱۹۹۷–۲۰۰۶)

## محصولات رقیب
- کوالیتی استریت نستله